# Ellen Wessinghage
Ellen Wessinghage (geb. Tittel, geschiedene Wellmann; * 28. Juni 1948 in Mühlbach, Sachsen; † 7. Oktober 2023) war eine deutsche Mittel- und Langstreckenläuferin, die in den 1970er Jahren – für die Bundesrepublik Deutschland startend – zur Weltspitze im 1500-Meter-Lauf gehörte. 1975 wurde sie in der Bundesrepublik zur Sportlerin des Jahres gewählt. Von Beruf war sie Laborassistentin, studierte aber außerdem Jura und schloss dieses Studium ab.

## Leben

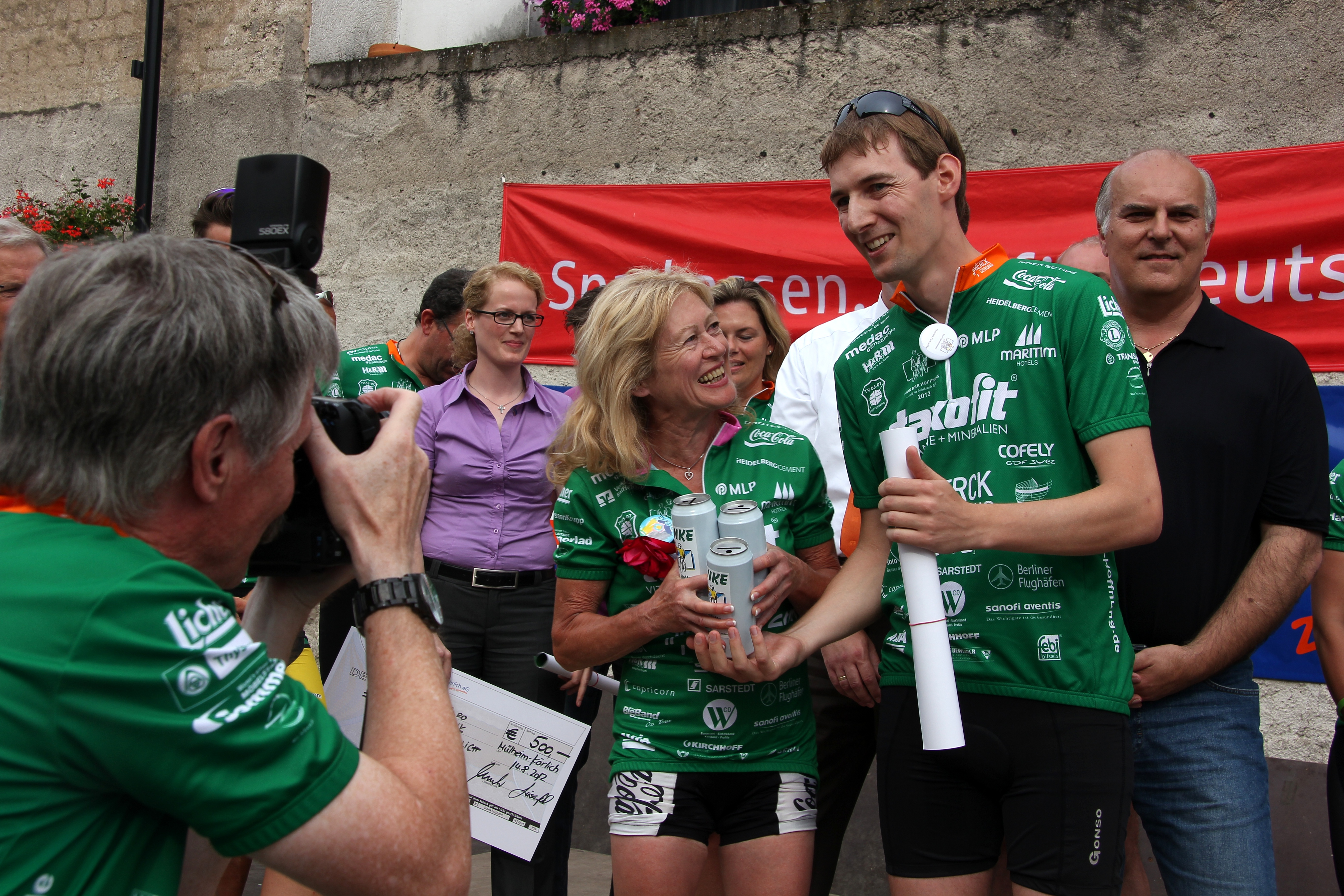
Wessinghage bei der Vortour der Hoffnung 2012

Wessinghages größter Erfolg war die Bronzemedaille bei den Europameisterschaften 1971 (4:10,3 min). Sie startete auch bei den Olympischen Spielen 1972, den Olympischen Spielen 1976 und den Europameisterschaften 1974, jedoch ohne Medaillenerfolge.
1970 gewann sie den 1500-Meter-Lauf im Europacup-Finale. 1970 bis 1975 wurde sie Deutsche Meisterin im 1500-Meter-Lauf (1970 bis 1973 unter ihrem Geburtsnamen Ellen Tittel), 1974 Studenten-Weltmeisterin über 3000 Meter, 1980 Deutsche Meisterin im Crosslauf, Mittelstrecke und Langstreckenlauf.
In den 1980er Jahren versuchte sie sich auf längeren Strecken und erreichte im 3000-Meter-Lauf 8:56,77 min (1981), im 5000-Meter-Lauf 15:34,76 min (1981) und im 10.000-Meter-Lauf 32:52,93 min. 1984 gewann sie den Murtenlauf über 17,2 km.
Sie war insgesamt 38-fache Deutsche Meisterin und bestritt 40 Länderkampfe.
1975 heiratete Ellen Tittel den Mittelstreckenläufer Paul-Heinz Wellmann (Olympiabronze 1976 im 1500-Meter-Lauf); in zweiter Ehe war sie bis 1992 mit Thomas Wessinghage (5000-Meter-Europameister 1982) verheiratet. Sie war Mitglied des Präsidiums des Landessportbundes Rheinland-Pfalz und in dieser Funktion für das Ressort „Frau im Sport“ verantwortlich. Sie leitete den Landes-Arbeitskreis „Frau im Sport“. Außerdem unterstützte sie die „Tour der Hoffnung“, die sich der Kinderkrebshilfe verschrieben hat.
Weiterhin war sie ab April 2004 Vorsitzende des Tennisclubs Boehringer Ingelheim. 2004 wurde sie in der Altersklasse W 55 Gesamtsiegerin auf der Halbmarathon-Strecke des Gutenberg-Marathons in 1:24:56 h.
Ellen Wessinghage startete für den Verein TuS 04 Leverkusen, den USC Mainz und TuS Rot-Weiß Koblenz. Sie war 1,58 m groß und wog in ihrer aktiven Zeit 44 kg.
Sie erhielt 1975 den Silbernen Bravo Otto der Jugendzeitschrift Bravo.
Ellen Wessinghage starb nach langer und schwerer Krankheit am 7. Oktober 2023 im Alter von 75 Jahren. Sie hatte drei Kinder und sieben Enkel.